# كمال أحمد
كمال أحمد سياسي بحريني. يتولى حاليا منصب رئيس هيئة الكهرباء والماء حيث كان سابقا وزير المواصلات والاتصالات من ديسمبر 2014 ولغاية يونيو 2022.

## السيرة
حصل على بكالوريوس في الهندسة المدنية عام 1994 ثم حصل على ماجستير في إدارة المشاريع الدولية من جامعة ليدز في المملكة المتحدة.
انضم إلى مجلس التنمية الاقتصادية عام 2004 بما في ذلك مناصب: مدير برنامج الصناعة بالتعاون مع وزارات رئيسية في صياغة السياسة الصناعية الوطنية والاستراتيجيات وخطط تطوير الأعمال. ثم تولى منصب الرئيس التنفيذي للعمليات في مجلس التنمية الاقتصادية الذي يرأسه ولي العهد سلمان بن حمد آل خليفة.
في فبراير 2011 تم تعيينه وزيرا لشئون مجلس الوزراء. ثم في فبراير 2012 تولى منصب وزير المواصلات. وفي ديسمبر 2014 تولى منصب وزير المواصلات والاتصالات وفي يونيو 2022 تولى منصب رئيس هيئة الكهرباء والماء.